# فيلفيستري ديل باينار
بلدية فيلفيستري ديل باينار (بالإسبانية: Vilviestre del Pinar)‏, هي إحدى بلديات مقاطعة برغش, التي تقع في منطقة قشتالة وليون, والتي تقع في شمال غرب إسبانيا.
يبلغ عدد سكانها 771 نسمة وفقاً لإحصائية سنة (2002).